# Муньос, Мигель
Миге́ль Муньо́с Мосу́н (исп. Miguel Muñoz Mozún; 19 января 1922, Мадрид — 16 июля 1990, Мадрид) — испанский футболист и тренер, играл на позиции защитника и полузащитника.

## Карьера

### Клубная карьера
Мигель Муньос начал карьеру играя за молодёжные команды «Эсколапиос», «Буэновиста», «Павон» и «Ферровиария». Затем он начал обучение в мадридском колледже Каласансио (Calasancio) и в то же время впервые начал играть за полупрофессиональные команды «Империо» и «Хирод». В 1943 году Муньос перешёл в свой первый профессиональный клуб — «Логроньес», затем выступал за «Расинг» (Сантандер) и «Сельту», с которой он вышел в финал Кубка Генералиссимуса, но там клуб проиграл «Севилье» 1:4, а единственный гол у «Сельты» забил именно Муньос.
1 июля 1948 года Муньос вместе со своим партнёром по команде Пахиньо перешёл в «Реал Мадрид», польстившись на высокую заработную плату в 10 000 песет. Муньос сразу стал играть в «Реале» на позиции опорного полузащитника, цементируя центр поля и отдавая пасы в атаку «Реала».
В первом же сезоне с «Реалом» Муньос завоевал лишь Трофей Терезы Эрреры, а в чемпионате ограничился лишь 3-м местом. Но вскоре в Реал начали приезжать звёзды: в 1953 году в клуб пришли Ди Стефано и Хенто, через год Риаль, а в 1956 году Копа. И именно с приходом этих игроков началась одна из самых лучших эпох в истории клуба. «Реал» начал с победы в Малом Кубке мира в 1952 году, затем в 1954 году выиграл чемпионат Испании, через год он повторил этот успех, присовокупив к нему Латинский кубок. В 1956 году «Реал» победил в первом розыгрыше Кубка европейских чемпионов, в котором капитан команды Муньос забил первый гол «Королевого клуба» в турнире, поразив ворота «Серветта», а в конце турнира стал первым игроком, поднявшим главный клубный европейский трофей над головой. Эти все успехи пришли к клубу после прихода Альфредо Ди Стефано, который благодаря находкам главного тренера клуба Энрике Фернандеса прекрасно взаимодействовал с Муньосом.

«Моё лучшее качество заключается в том, что мои идеи были очевидны партнёрам, я делал хорошие передачи и всегда находился рядом с мячом. Но я был, однако, очень медлителен, особенно это касается головы».

Во время сезона 1957/58 Муньос, решивший посмотреть матч «Реала» с «Вашашем», был удивлён своей игрой: «Я выглядел толстым, играл будто не на месте, я выглядел как игрок другого типа, происходящим из другого поколения. Это был конец». После этого просмотра Муньос решил завершить карьеру. Президент «Реала» Сантьяго Бернабеу организовал Муньосу прощальный матч, на который съехались все звёзды, включая Пеле. За «Королевский клуб» Муньос выступал 9 лет, проведя 347 матчей.

### Международная карьера
За сборную Испании Муньос провёл 7 матчей. Он дебютировал 20 июня 1948 года в товарищеской игре со сборной Швейцарии в Цюрихе, которая завершилась со счётом 3:3. А последний матч провёл 17 марта 1955 года в Мадриде с Францией, в этой игре «гости» выиграли 2:1.

### Тренерская карьера
Первым тренерским опытом Муньоса стал дубль «Реала», клуб «Ультра Плюс». А через год он неожиданно занял пост главного тренера первого клуба, заменив Луиса Карнилью, уволенного самим Бернабеу. В то время «Реал» находился на перепутье: тренеры играли роль «свадебного генерала», всё в клубе решали звёзды команды, имевшие выход напрямую на Бернабеу. Муньос был чрезвычайно амбициозен, а «Реал» представлял собой хорошо отлаженную «машину», где «правили бал» Ференц Пушкаш и Ди Стефано. Но в те годы у «Реала» появился очень опасный соперник — Эленио Эррера, изобретатель каттеначчо, главный тренер «Барселоны». И именно «Барселона» выиграла первый для Муньоса-тренера чемпионат страны, но в кубке чемпионов Муньос взял реванш — в полуфинале турнира «Реал» дважды одолел «Барсу», а в финале разгромил «Айнтрахт» со счётом 7:3.
Со следующего года началась полоса испанских чемпионств «Реала»: 9 раз за 13 лет управления Муньоса мадридский клуб становился лучшим в Испании. В 1964 году, в разгар омоложения состава «Реала», клуб дошёл до финала Кубка Чемпионов, где встретился с миланским «Интером», главным тренером которого был старый соперник Муньоса ещё по «Барселоне» — Эленио Эррера. В то время в «Интере» блистал Джачинто Факкетти, левый защитник, совершенно неутомимый, при контратаках «разгоняющий» атаку. Знавший это Муньос принял решение постоянной персональной опекой кого-то из полузащитников «Реала» сдержать Факкетти; это удалось «Реалу», однако Эррера на ход упредил соперника: опека Факкетти обеднила атакующую и оборонительную мощь «Реала», которая лишалась одного игрока полузащиты. Игра завершилась со счётом 3:1 в пользу «Интера». После матча Ди Стефано сказал Муньосу, что тот был совершенно некомпетентен и не заметил хитрости Эрреры даже во время игры. После этого у них произошёл долгий разговор, в результате которого Ди Стефано, которого Муньос считал образцом футболиста и человека, был изгнан из команды, а сам Муньос попросил Бернабеу об своей отставке, но Сантьяго, почти всегда становящийся на сторону игроков, здесь принял решение поддержать тренера и отставку не принял, хотя даже Хуан Антонио Самаранч сказал, что это ошибка.
В 1966 году «Реал», спустя 6 лет, выиграл свой шестой Кубок Чемпионов, обыграв в финале «Партизан», но наибольшим успехом стала победа в полуфинале над «Интером» 1:0 «дома» и 1:1 «в гостях». В начале 1970-х годов начал меняться футбол, наступила эпоха универсализма, к которой Муньос, на тот момент, готов не был, а в 1974 году, после поражения в кубке УЕФА от «Ипсвича» Муньос подал в отставку, которая, на этот раз, была принята, по той причине, что и в Испании «Реал» не блистал, занимая 8-ю строчку. Муньос работал в «Реале» 13 лет, при нём Реал провёл 601 матч в чемпионате Испании.
Затем Муньос работал в «Гранаде», «Эркулесе» и «Лас-Пальмасе», который он довёл до финала кубка Испании в 1978 году, но там команда уступила «Барселоне» со счетом 1:3. В 1982 году Муньос возглавил сборную Испании, которая неудачно выступила на чемпионате мира. В первый же свой крупный турнир со времени назначения Муньоса сборная дошла до финала чемпионата Европы, где проиграла сборной Франции, ведомой Мишелем Платини, во многом благодаря голу, пропущенному из-за ошибки Луиса Арконады. Затем Испания проиграла в четвертьфинале чемпионата мира 1986 года по пенальти бельгийцам. На Евро-1988 команда «провалилась», не сумев выйти из группы, после чего Муньос подал в отставку.
Завершив тренерскую карьеру, Мигель Муньос уехал жить в родной Мадрид, где и скончался 16 июля 1990 года от кровотечений вследствие варикоза вен.
В 2005 году испанская спортивная газета «Marca» учредила приз, с сезона 2005/06 ежегодно вручаемый лучшему тренеру Примеры и Сегунды. В честь легендарного тренера вновь учреждённый приз получил название «Приз Мигеля Муньоса».

## Достижения

### Как игрок
- Чемпион Испании (4): 1954, 1955, 1957, 1958
- Обладатель кубка европейских чемпионов (3) : 1956, 1957, 1958
- Обладатель Латинского кубка (2) : 1955, 1957
- Обладатель малого кубка мира (2) : 1952, 1956
- Итого : 11 трофеев

### Как тренер
- Чемпион Испании (9) : 1961, 1962, 1963, 1964, 1965, 1967, 1968, 1969, 1972
- Обладатель кубка европейских чемпионов (2) : 1960, 1966
- Обладатель межконтинентального кубка (1) : 1960
- Обладатель кубка Испании (2) : 1962, 1970
- Серебряный призёр чемпионата Европы : 1984
- Итого : 14 трофеев